# Gare de Planès
Gare de Planès – przystanek kolejowy w Planès, w departamencie Pireneje Wschodnie, w regionie Oksytania, we Francji. Jest zarządzany przez SNCF (budynek dworca) i przez RFF (infrastruktura). 
Został otwarty w 1910 przez Compagnie des chemins de fer du Midi et du Canal latéral à la Garonne. Jest obsługiwany przez pociągi TER Languedoc-Roussillon.

## Położenie
Przystanek znajduje się na Ligne de Cerdagne, w km 25,222, na wysokości 1373 m n.p.m., pomiędzy stacjami Sauto i Mont-Louis - La Cabanasse. 

## Linie kolejowe
- Ligne de Cerdagne